# World Games 2025/Teilnehmer (Individuelle Neutrale Athleten)
| Gelbes Symbol für Goldmedaillen mit stilisierten Olympischen Ringen | Graues Symbol für Silbermedaillen mit stilisierten Olympischen Ringen | Braundes Symbol für Bronzemedaillen mit stilisierten Olympischen Ringen |
| ------------------------------------------------------------------- | --------------------------------------------------------------------- | ----------------------------------------------------------------------- |
| 5                                                                   | 6                                                                     | 5                                                                       |

Individuelle Neutrale Athleten mit dem Kürzel AIN (französisch für Athlètes Individuels Neutres) war der Name einer Mannschaft für russische und belarussische Athleten bei den World Games 2025 teil.
Aufgrund der Suspendierung des russischen und belarussischen Olympischen Komitees wegen des russischen Überfalls auf die Ukraine durften Athleten aus Russland und Belarus nur als neutrale Athleten starten zu lassen. Athleten in Mannschaftssportarten waren nicht zugelassen. Gewonnene Medaillen flossen nicht in den Medaillenspiegel ein.
Die Mannschaft bestand aus 33 Athleten (14 Männer und 19 Frauen) teil.

## Medaillen

### Medaillenspiegel
| Rang   | Sportart         | Gold | Silber | Bronze | Gesamt |
| ------ | ---------------- | ---- | ------ | ------ | ------ |
| 1      | Sambo            | 2    | 4      | 1      | 7      |
| 2      | Flossenschwimmen | 2    | —      | 4      | 6      |
| 3      | Muay Thai        | 1    | —      | —      | 1      |
| 4      | Freitauchen      | —    | 2      | —      | 2      |
| Gesamt | Gesamt           | 5    | 6      | 5      | 16     |

### Medaillengewinner
| Name/n                     | Sportart         | Wettkampf                                   |
| -------------------------- | ---------------- | ------------------------------------------- |
| Gold                       |                  |                                             |
| Scheichmansur Chabibulajew | Sambo            | Combat bis 64 kg                            |
| Sofia Istomina             | Sambo            | Combat bis 65 kg                            |
| Diana Slissewa             | Flossenschwimmen | 50 m Tauchen                                |
| Diana Slissewa             | Flossenschwimmen | 100 m                                       |
| Konstantin Schachtarin     | Muay Thai        | Combat bis 71 kg                            |
| Silber                     |                  |                                             |
| Rolan Sinnatow             | Sambo            | Combat bis 71 kg                            |
| Owanes Abgarjan            | Sambo            | Combat bis 79 kg                            |
| Abusupijan Alichanow       | Sambo            | Combat bis 88 kg                            |
| Magomed Gassanow           | Sambo            | Combat bis 98 kg                            |
| Alexei Moltschanow         | Freitauchen      | Streckentauchen mit Flossen                 |
| Alexander Kusakin          | Freitauchen      | Para-Streckentauchen ohne Flossen FFS3-FFS4 |
| Bronze                     |                  |                                             |
| Nina Serdjuk               | Sambo            | Combat bis 59 kg                            |
| Alexei Fedkin              | Flossenschwimmen | 100 m Doppelflosse                          |
| Jekaterina Michailuschkina | Flossenschwimmen | 200 m                                       |
| Jekaterina Michailuschkina | Flossenschwimmen | 400 m                                       |
| Walerija Andrejewa         | Flossenschwimmen | 50 m Doppelflosse                           |

## Teilnehmer nach Sportarten

### Billard
| Athleten         | Wettbewerb   | Vorrunde     | Vorrunde | Viertelfinale | Viertelfinale | Halbfinale    | Halbfinale    | Finale        | Finale        | Rang |
| Athleten         | Wettbewerb   | Gegner       | Erg.     | Gegner        | Erg.          | Gegner        | Erg.          | Gegner        | Erg.          | Rang |
| ---------------- | ------------ | ------------ | -------- | ------------- | ------------- | ------------- | ------------- | ------------- | ------------- | ---- |
| Frauen           |              |              |          |               |               |               |               |               |               |      |
| Kristina Tkatsch | Pool 10-Ball | Ina Kaplan   | 5:7      | ausgeschieden | ausgeschieden | ausgeschieden | ausgeschieden | ausgeschieden | ausgeschieden | 9    |
| Kristina Tkatsch | Pool 10-Ball | Mayte Ropero | 7:6      | ausgeschieden | ausgeschieden | ausgeschieden | ausgeschieden | ausgeschieden | ausgeschieden | 9    |

### Karate

#### Kumite
| Athleten         | Wettbewerb       | Vorrunde           | Vorrunde | Halbfinale    | Halbfinale    | Finale        | Finale        | Rang |
| Athleten         | Wettbewerb       | Gegner             | Erg.     | Gegner        | Erg.          | Gegner        | Erg.          | Rang |
| ---------------- | ---------------- | ------------------ | -------- | ------------- | ------------- | ------------- | ------------- | ---- |
| Männer           |                  |                    |          |               |               |               |               |      |
| Eduard Gasparjan | Klasse bis 84 kg | Duan Peiqi         | 1:3      | ausgeschieden | ausgeschieden | ausgeschieden | ausgeschieden | 7    |
| Eduard Gasparjan | Klasse bis 84 kg | Walerij Tschobotar | 0:4      | ausgeschieden | ausgeschieden | ausgeschieden | ausgeschieden | 7    |
| Eduard Gasparjan | Klasse bis 84 kg | Rikito Shimada     | 0:2      | ausgeschieden | ausgeschieden | ausgeschieden | ausgeschieden | 7    |

### Muay Thai
| Athleten               | Wettbewerb       | Viertelfinale       | Viertelfinale | Halbfinale    | Halbfinale    | Finale                                  | Finale        | Rang |
| Athleten               | Wettbewerb       | Gegner              | Erg.          | Gegner        | Erg.          | Gegner                                  | Erg.          | Rang |
| ---------------------- | ---------------- | ------------------- | ------------- | ------------- | ------------- | --------------------------------------- | ------------- | ---- |
| Frauen                 |                  |                     |               |               |               |                                         |               |      |
| Anna Safejewa          | Combat bis 54 kg | Martyna Kierczyńska | 27:30         | ausgeschieden | ausgeschieden | ausgeschieden                           | ausgeschieden | 5    |
| Marina Bespalowa       | Combat bis 60 kg | Adriana Płachta     | 30:27         | Han Xin       | 27:30         | Spiel um Bronze: Kaewrudee Kamtakrapoom | 28:29         | 4    |
| Männer                 |                  |                     |               |               |               |                                         |               |      |
| Konstantin Schachtarin | Combat bis 71 kg | Maxim Branis        | 30:27         | Norbert Spéth | 30:27         | Gianluca Franzosi                       | 30:26         | Gold |

### Sambo
| Athleten                   | Wettbewerb       | Viertelfinale       | Viertelfinale | Halbfinale              | Halbfinale    | Finale                | Finale        | Rang   |
| Athleten                   | Wettbewerb       | Gegner              | Erg.          | Gegner                  | Erg.          | Gegner                | Erg.          | Rang   |
| -------------------------- | ---------------- | ------------------- | ------------- | ----------------------- | ------------- | --------------------- | ------------- | ------ |
| Frauen                     |                  |                     |               |                         |               |                       |               |        |
| Marija Doroschenko         | Combat bis 54 kg | Luisaigna Campos    | 1:9           | ausgeschieden           | ausgeschieden | ausgeschieden         | ausgeschieden | 5      |
| Nina Serdjuk               | Combat bis 59 kg | Reina Córdoba       | 2:0           | Nomintuya Enkhbaatar    | 5:1           | Jelisaweta Lapajewa   | 0:0           | Gold   |
| Jelisaweta Lapajewa        | Combat bis 59 kg | Srbuhi Howakimjan   | 2:0           | Shakhzoda Azatovva      | 0:2           | Nina Serdjuk          | 0:0           | Silber |
| Sofia Istomina             | Combat bis 65 kg | Maria Peña          | 1:7           | Nili Block              | 8:0           | Feruza Bobokulova     | 2:2           | Gold   |
| Alessja Medwedewa          | Combat bis 72 kg | Anujin Uran-Ulzii   | 2:9           | ausgeschieden           | ausgeschieden | ausgeschieden         | ausgeschieden | 5      |
| Männer                     |                  |                     |               |                         |               |                       |               |        |
| Scheichmansur Chabibulajew | Combat bis 64 kg | Dario Difalco       | 4:0           | Oleksandr Woropajew     | 4:0           | Maratbek Rachmetollin | 3:0           | Gold   |
| Rolan Sinnatow             | Combat bis 71 kg | Atef El Bitar       | 4:0           | Kurmanbek Zamirbek Uulu | 6:0           | Andrij Kutscherenko   | 1:6           | Silber |
| Owanes Abgarjan            | Combat bis 79 kg | Sargis Wardanjan    | 10:0          | Joseph Bessala Awono    | 4:0           | Wladyslaw Rudnjow     | 0:3           | Silber |
| Abusupijan Alichanow       | Combat bis 88 kg | Matthew Colquhoun   | 9:1           | Sokhibjon Khasanboev    | 1:0           | Petro Dawydenko       | 1:4           | Silber |
| Magomed Gassanow           | Combat bis 98 kg | Remco van den Brink | 10:2          | Ozodbek Murotov         | 10:0          | Arman Awanesjan       | 2:3           | Silber |

### Tanzen

#### Standard Tänze
| Athleten                       | 1. Runde | 1. Runde | 1. Runde      | 1. Runde     | 1. Runde  | 1. Runde | 1. Runde | Halbfinale    | Halbfinale    | Halbfinale    | Halbfinale    | Halbfinale    | Halbfinale    | Halbfinale    | Finale        | Finale        | Finale        | Finale        | Finale        | Finale        | Rang          | Rang |
| Athleten                       | Punkte   | Punkte   | Punkte        | Punkte       | Punkte    | Punkte   | Rang     | Punkte        | Punkte        | Punkte        | Punkte        | Punkte        | Punkte        | Rang          | Punkte        | Punkte        | Punkte        | Punkte        | Punkte        | Punkte        | Rang          | Rang |
| Athleten                       | Walzer   | Tango    | Wiener Walzer | Slow Foxtrot | Quickstep | Gesamt   | Rang     | Walzer        | Tango         | Wiener Walzer | Slow Foxtrot  | Quickstep     | Gesamt        | Rang          | Walzer        | Tango         | Wiener Walzer | Slow Foxtrot  | Quickstep     | Gesamt        | Rang          | Rang |
| ------------------------------ | -------- | -------- | ------------- | ------------ | --------- | -------- | -------- | ------------- | ------------- | ------------- | ------------- | ------------- | ------------- | ------------- | ------------- | ------------- | ------------- | ------------- | ------------- | ------------- | ------------- | ---- |
| Paar                           |          |          |               |              |           |          |          |               |               |               |               |               |               |               |               |               |               |               |               |               |               |      |
| Elina Kokotowa $Nikita Anikjew | 33,83    | 34,00    | 33,83         | 33,92        | 33,58     | 169,17   | 15       | ausgeschieden | ausgeschieden | ausgeschieden | ausgeschieden | ausgeschieden | ausgeschieden | ausgeschieden | ausgeschieden | ausgeschieden | ausgeschieden | ausgeschieden | ausgeschieden | ausgeschieden | ausgeschieden | 15   |

### Unterwassersport

#### Flossenschwimmen
| Athleten                   | Wettbewerb         | Zeit        | Rang   |
| -------------------------- | ------------------ | ----------- | ------ |
| Frauen                     |                    |             |        |
| Diana Slissewa             | 50 m Tauchen       | 15,74 s     | Gold   |
| Diana Slissewa             | 100 m              | 38,62 s     | Gold   |
| Jekaterina Michailuschkina | 200 m              | 1:29,05 min | Bronze |
| Wlada Markina              | 200 m              | 1:29,56 min | 5      |
| Jelisaweta Kupressowa      | 400 m              | 3:14,11 min | Bronze |
| Walerija Andrejewa         | 50 m Doppelflosse  | 21,80 s     | Bronze |
| Irina Gilewa               | 50 m Doppelflosse  | 21,93 s     | 5      |
| Männer                     |                    |             |        |
| Wladimir Schurawljow       | 50 m Tauchen       | 14,77 s     | 5      |
| Arseni Desjatow            | 50 m Doppelflosse  | 19,30 s     | 7      |
| Alexei Fedkin              | 100 m Doppelflosse | 41,24 s     | Bronze |

#### Freitauchen
| Männer - Alexei Moltschanow ( Silber Streckentauchen mit Flossen) - Alexander Kusakin ( Silber Para-Streckentauchen ohne Flossen FFS3-FFS4) - Eduard Samofalow (5. Platz: Para-Streckentauchen mit Flossen FFS1-FFS2; 4. Platz: Para-Streckentauchen ohne Flossen FFS1-FFS2) | Frauen - Anastassija Djodorowa (5. Platz: Para-Streckentauchen mit Flossen FFS1-FFS2; 4. Platz: Para-Streckentauchen ohne Flossen FFS1-FFS2) |

### Wakeboarding
| Athleten     | Wettbewerb      | Qualifikation | Qualifikation | Hoffnungsrunde | Hoffnungsrunde | Halbfinale | Halbfinale | Finale        | Finale        | Rang |
| Athleten     | Wettbewerb      | Punkte        | Rang          | Punkte         | Rang           | Punkte     | Rang       | Punkte        | Rang          | Rang |
| ------------ | --------------- | ------------- | ------------- | -------------- | -------------- | ---------- | ---------- | ------------- | ------------- | ---- |
| Frauen       |                 |               |               |                |                |            |            |               |               |      |
| Ira Ryschowa | Cable Wakeboard | 57,40         | 2             | –              | –              | 37,60      | 5          | ausgeschieden | ausgeschieden | 10   |

### Wushu
| Athleten           | Wettbewerb       | Viertelfinale       | Viertelfinale                    | Halbfinale    | Halbfinale    | Finale        | Finale        | Rang |
| Athleten           | Wettbewerb       | Gegner              | Erg.                             | Gegner        | Erg.          | Gegner        | Erg.          | Rang |
| ------------------ | ---------------- | ------------------- | -------------------------------- | ------------- | ------------- | ------------- | ------------- | ---- |
| Frauen             |                  |                     |                                  |               |               |               |               |      |
| Wiktorija Krjukowa | Sanda bis 760 kg | Nguyễn Thị Thu Thuỷ | Niederlage durch Punktedifferenz | ausgeschieden | ausgeschieden | ausgeschieden | ausgeschieden | 5    |
| Anastassija Kotowa | Sanda bis 70 kg  | Menaalla Aly        | 0:2                              | ausgeschieden | ausgeschieden | ausgeschieden | ausgeschieden | 5    |